# Ahmed Al-Qassam

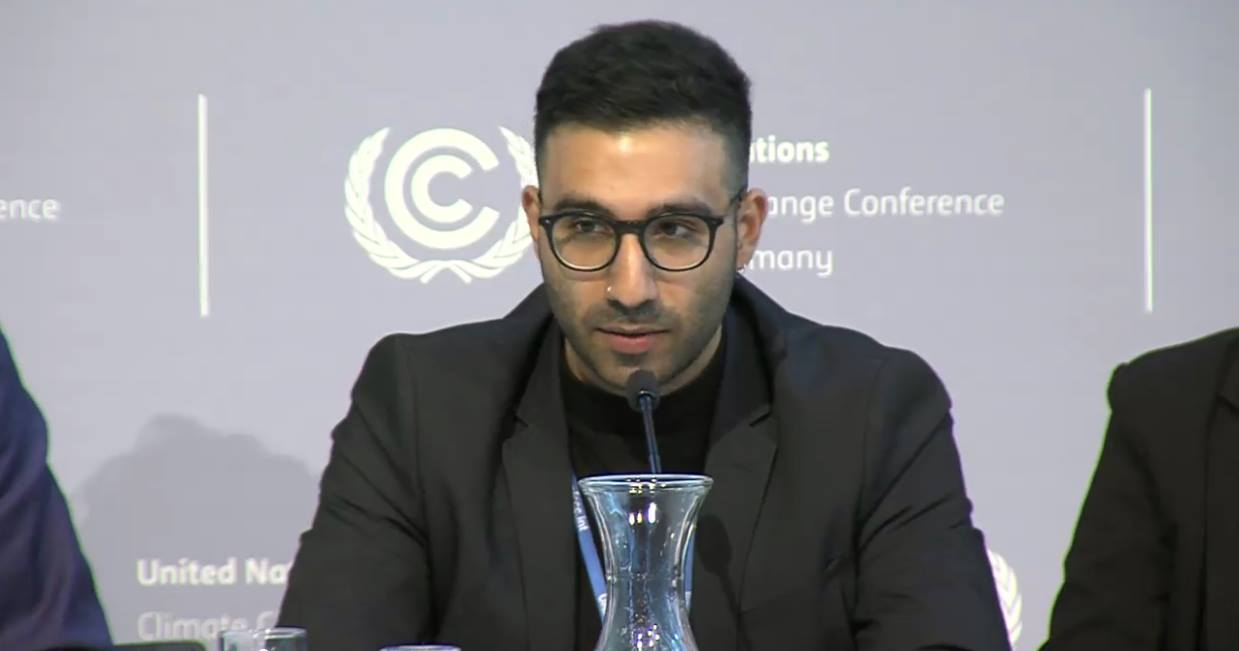
Al-Qassam vid FN:s klimatförhandlingar, 2017.

Ahmed Al-Qassam, numera Alexandru som tilltalsnamn, född 22 december 1988, är en svensk miljövetare, miljöaktivist och debattör från Malmö.

## Biografi
Al-Qassam grundade 2015 podcasten Miljöpodden och var ordförande för klimatorganisationen Push Sverige mellan 2016 och 2018. 2017 utsågs han till en av Sveriges 101 miljömäktigaste personer, på plats 30. Han är även juryordförande för WIN WIN Gothenburg Sustainability Award's internationella ungdomspris. 
Han har, genom Push Sverige, närvarat vid flera av FN:s klimatförhandlingar som observatör. På plats har han arbetat för ett ökat inflytande från unga samt att uppmärksamma problemet med intressekonflikter.
Han har tidigare arbetat som klimat- och miljöstrateg på Länsstyrelsen i Skåne län och som klimatlobbyist på enheten för Klimat och Energi på pr-byrån Westander. Han arbetar (2020) som påverkansansvarig för Friluftsfrämjandet.
Han var den enda utomstående jurymedlemmen i Svenska Dagbladets klimattävling för unga 2018. Han syns regelbundet på konferenser och i Almedalen som panelist, föreläsare eller konferencier och har bland annat modererat People's Climate March i Malmö vid flera tillfällen.
Al-Qassams krönikor och debattartiklar har blivit publicerade på flera medier runtom i landet, såsom Syre Global och SVT Opinion. Al-Qassam har också medverkat i SVT:s debattserie Linjen om köpstopp och shopping, samt agerat inspiratör i UR:s program En komikers utsläpp.

## Utmärkelser och nomineringar
- 2016 nominerades Al-Qassam till årets #FirstGeneration eldsjäl av Sida, Utrikesdepartementet och Ungdomar.se för sitt arbete med FN:s globala hållbarhetsmål.[21]
- 2016 mottog hans initiativ, Miljöpodden, Malmö Stads Miljöpris.[22]
- 2017 utsågs Al-Qassam till en av Sveriges 101 miljömäktigaste, på plats 30, av tidningen Aktuell Hållbarhet.[23]
- 2018 utsågs Al-Qassam till en av 33 hållbarhetstalanger under 33 år av tidningen Aktuell Hållbarhet.[24]
- 2018 utsågs Al-Qassam till en av 100 miljöinspiratörer av Sydsvenskan.[25]